# Simon Grynaeus
Simon Grynaeus (1493-1541) va ser un erudit i teòleg alemany de la Reforma Protestant.
Fill de Jacob Gryner, un pagès suabi, nascut a Veringenstadt, al comtat de Hohenzollern-Signmaringen. Va adoptar el nom Grynaeus de l'epítet d'Apol·lo en l'obra de Virgili. Va ser company d'escola de Melanchton a Pforzheim, des d'on es va traslladar a la Universitat de Viena, allà va distingir-se com en llengües llatina i grega. Va ser nomenat rector d'un col·legi a Buda, però no hi va romandre gaire temps; els seus punts de vista van provocar els dominics i el van empresonar. Va recobrar la seva llibertat mercès instàncies d'uns magnats hongaresos; seguit d'això va visitar Melanchton a Wittenberg, i el 1524 es va convertir en professor de la Universitat de Heidelberg, i des d'ençà 1526 de llatí. La seva visió zwinglianista de l'eucaristia va enterbolir les seves relacions amb els seus col·legues catòlics. Des de 1526 va mantenir correspondència amb Oecolampadius, que el va convidar el 1529 a Basilea, just quan l'havia abandonada Erasme de Rotterdam. En el moment en què la universitat es desorganitza, prossegueix tanmateix els seus estudis, el 1531 va viatjar a Anglaterra per investigar a les biblioteques. Se li va dispensar un bon tracte per part de Thomas More gràcies a unes cartes elogioses enviades per Erasme. En acabar el mateix any va tornar a Basilea li va ser encarregada la tasca de recollir les opinions dels reformadors continentals sobre el tema del divorci d'Enric VIII d'Anglaterra, així mateix va ser present en el funeral d'Oecolampadius. En aquest moment va mantenir la càtedra de grec a la Universitat de Basilea i va ser nomenat professor extraordinari de teologia, alhora va donar conferències exegètiques sobre el Nou Testament. El 1534 va ser cridat pel duc Ulric de Württemberg per ajudar la reforma en aquell indret i per reconstituir la Universitat de Tübingen, que va portar a terme conjuntament amb Ambrosius Blarer de Constança. Dos anys més tard va tenir un paper actiu en l'anomenada primera confessió helvètica, així com a conferències que instaven l'acceptació suïssa de la Concòrdia de Wittenberg (1536). A la conferència de Worms (1540) entre catòlics i protestants va ser l'únic representant de les esglésies suïsses, delegat de les autoritats de la ciutat de Basilea. Erudit brillant, teòleg mediador i amb temperament personal amable, va exercir una notable i sàvia influència. Va mantenir correspondència amb Erasme i Calví. Les seves principals obres va ser versions llatines de Plutarc, Aristòtil i Crisòstom.
Entre els seus familiars destaquen el seu fill Samuel (1539-1599) va ser professor de jurisprudència a Basilea; el seu nebot Thomas (1527-1564), professor a la Universitat de Basilea, i va deixar quatre fills distingits, entre ells Johann Jakob (1540-1617), líders dels assumptes religiosos de la ciutat suïssa. El darrer dels descendents directes de Grynaeus va ser Simon (1725-1799), traductor a l'alemany d'obres antideistes franceses i angleses, a més de ser l'autor d'una versió de la Bíblia en alemany modern (1776).